# Tisamenus deplanata
Tisamenus deplanata is een insect uit de orde Phasmatodea en de familie Heteropterygidae. De wetenschappelijke naam van deze soort is voor het eerst geldig gepubliceerd in 1848 door Westwood.